# Хуэй Лянъюй
Хуэй Лянъюй (род. в октябре 1944 года, уезд Юйшу (Гирин), пров. Гирин) — китайский политик, член Политбюро ЦК КПК (2002—2012), вице-премьер Госсовета КНР (2003—2013). До этого глава парткомов КПК провинций Цзянсу (1999—2002) и Аньхой (1998—1999), губернатор последней в 1994—1998 гг., глава НПКС провинции Хубэй в 1993—1994 гг. Член ЦК КПК с 1997 года (кандидат с 1992 года).
Член КПК с апреля 1966 года, член ЦК КПК 15 созыва (кандидат 14 созыва), член Политбюро (16—17 созывов).
Являлся единственным представителем этнического меньшинства в составе Политбюро ЦК КПК 16 и 17 созывов, четвёртый таковой, кто достиг партийной вершины, начиная с момента образования КНР в 1949 году. Первый представитель этнического меньшинства в составе Политбюро с 1987 года, последний - по состоянию на 2020 год (член Политбюро в 2002—2012).

## Биография
Принадлежит к этнической группе Хуэй.
Образование уровня юниор-колледжа получил на заочных курсах партийной школы при парткомитете КПК пров. Гирин (1984-87), экономист.
В 1961—1964 годах обучался в сельскохозяйственном училище провинции Гирин.
В 1964—1990 годах работал в пров. Гирин, в 1968—1969 гг. занимался физическим трудом в школе «7 мая» уезда Юйшу, вице-губернатор провинции (1987—1990).
В 1990—1992 годах зам. заведующего Центра политических исследований (изучения политики) при ЦК КПК.
В 1992—1994 годах замглавы парткома пров. Хубэй, одновременно с 1993 года глава комитета НПКС провинции.
С 1994 года вице-губернатор, и. о. губернатора пров. Аньхой, в 1995—1998 гг. губернатор провинции, в 1998—1999 годах глава парткома провинции (заместитель с 1994 года).
В 1999—2002 года глава парткома пров. Цзянсу.
В 2003—2013 годах вице-премьер Госсовета КНР (второй по рангу с 2008 года, до этого четвёртый).

Отвечал за политику на селе и сельское хозяйство.
По сообщениям неофициальных источников, его деятельность расследовалась на предмет коррупции.